# Aqua Rush
Aqua Rush (アクアラッシュ?, Akua Rasshu) è un videogioco arcade di genere rompicapo sviluppato e pubblicato dalla Namco nel 2000, il cui opera attraverso la scheda madre Namco System 12. Non vide mai un'uscita in Occidente.

## Modalità di gioco
Aqua Rush nel suo gameplay ricorda Quarth della Konami, ove lo scopo è attraversare l'oceano cercando di raggiungere la superficie. Sulla parte superiore di un ristretto campo di gioco rettangolare sono posizionati dei blocchi (pensati per essere bolle) di varie forme. Il giocatore controlla una serie di piccoli blocchi che salgono dal basso verso l'alto, i quali possono essere non ruotati ma modellati a proprio piacimento premendo i tre pulsanti presenti. Ad ogni pulsante corrisponde una parte del blocco in questione che verticalmente cresce. L'idea è quindi quella di ottenere una forma che si adatti in modo perfetto agli spazi ed essere in grado di eliminare ampie porzioni del campo.
Ci sono tre diverse difficoltà suddivise in livelli, che differiscono in base al ritmo, design del puzzle e distanza dalla superficie. Per completare un livello il giocatore deve distruggere i blocchi rossi situati in cima, e una volta fatto, prima di passare a quello successivo ottiene il voto di prestazione. Infine, se i blocchi continuano ad accumularsi e vanno oltre la linea rossa in fondo al campo, la partita finisce.

## Accoglienza
In Giappone, la rivista Game Machine elencò Aqua Rush nel numero del 1º aprile 2000 come la quindicesima unità arcade di maggior successo del mese.